# 요네자와 호노부
요네자와 호노부(일본어: 米澤穂信, 1978년~)는 일본의 추리소설가이다. 기후현에서 태어나 가나자와 대학 문학부를 졸업하였다. 《빙과》로 대표되는 고전부 시리즈와 소시민 시리즈, 《개는 어디에》 등의 작품으로 유명하다.
2001년 제 5회 가도카와 학원 소설 대상에서 《빙과》가 영 미스테리&호러 부문 장려상을 수상하였다.

## 작품 목록
- 개는 어디에 犬はどこに
- 고전부 시리즈
  - 1편: 빙과 氷果 hyouka
  - 2편: 바보의 엔드 크레디트 愚者のエンドロール Gusha no end roll
  - 3편: 쿠드랴프카의 차례 クドリャフカの順番 Kudoryafuka no junban
  - 4편: 멀리 돌아가는 히나 遠まわりする雛 tomawarisuru hina
  - 5편: 두 사람의 거리 추정 ふたりの距離の推定 futari no kyori no gaisan
  - 6편: 이제 와서 날개라 해도 いまさら翼といわれても imasara tsubasa to iwaretemo
- 덧없는 양들의 축연
- 리커시블 リカルシブル
- 소시민 시리즈
  - 1편: 봄철 한정 딸기 타르트 사건
  - 2편: 여름철 한정 트로피컬 파르페 사건
  - 3편(상): 가을철 한정 구리킨톤 사건 상
  - 3편(하): 가을철 한정 구리긴톤 사건 하
  - 4편: 파리 마카롱 수수께끼
  - 5편: 겨울철 한정 봉봉 쇼콜라 사건
- 보틀넥 ボトルネック
- 부러진 용골
- 추상오단장
- 인사이트 밀 インシテミル The Incite Mill
- 야경 夜警/원제:満願 mangan(만원)
- 다차아라이 마치 시리즈(일본 출판사에서 부르는 명칭)
  - 안녕, 요정 さよなら妖精 Sayonara yousei
  - 왕과 서커스
  - 진실의 10미터 앞

## 같이 보기
- 라이트 노벨